# Schweizer Badmintonmeisterschaft 1974
Die Schweizer Badmintonmeisterschaft 1974 fand vom 2. bis zum 3. Februar 1974 in Zürich statt.

## Finalergebnisse
| Disziplin    | Sieger                             | Finalist                        | Ergebnis          |
| ------------ | ---------------------------------- | ------------------------------- | ----------------- |
| Herreneinzel | Edy Andrey                         | Hubert Riedo                    | 15-7, 13-15, 15-5 |
| Dameneinzel  | Liselotte Blumer                   | Claudia von Büren               | 11-2, 11-0        |
| Herrendoppel | Edy Andrey Hubert Riedo            | Claude Heiniger Roland Heiniger | 15-7, 15-5        |
| Damendoppel  | Liselotte Blumer Claudia von Büren | Susy Häpke Helen Pummer         | 15-7, 15-9        |
| Mixed        | Edy Andrey Liselotte Blumer        | Hubert Riedo Brigitte Geser     | 15-11, 15-5       |